# Lukaskirche (Hamburg-Sasel)

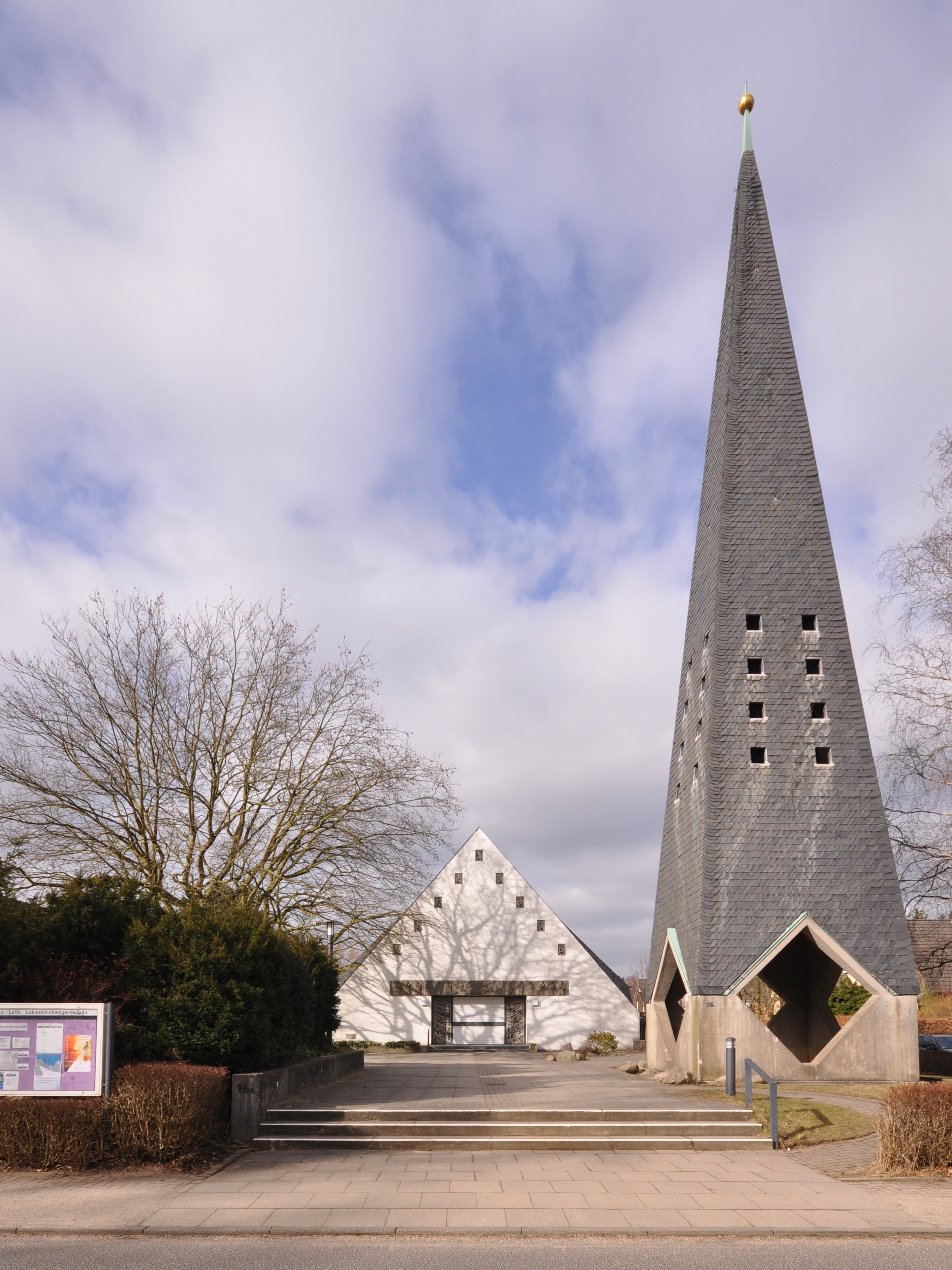
Eingangsansicht

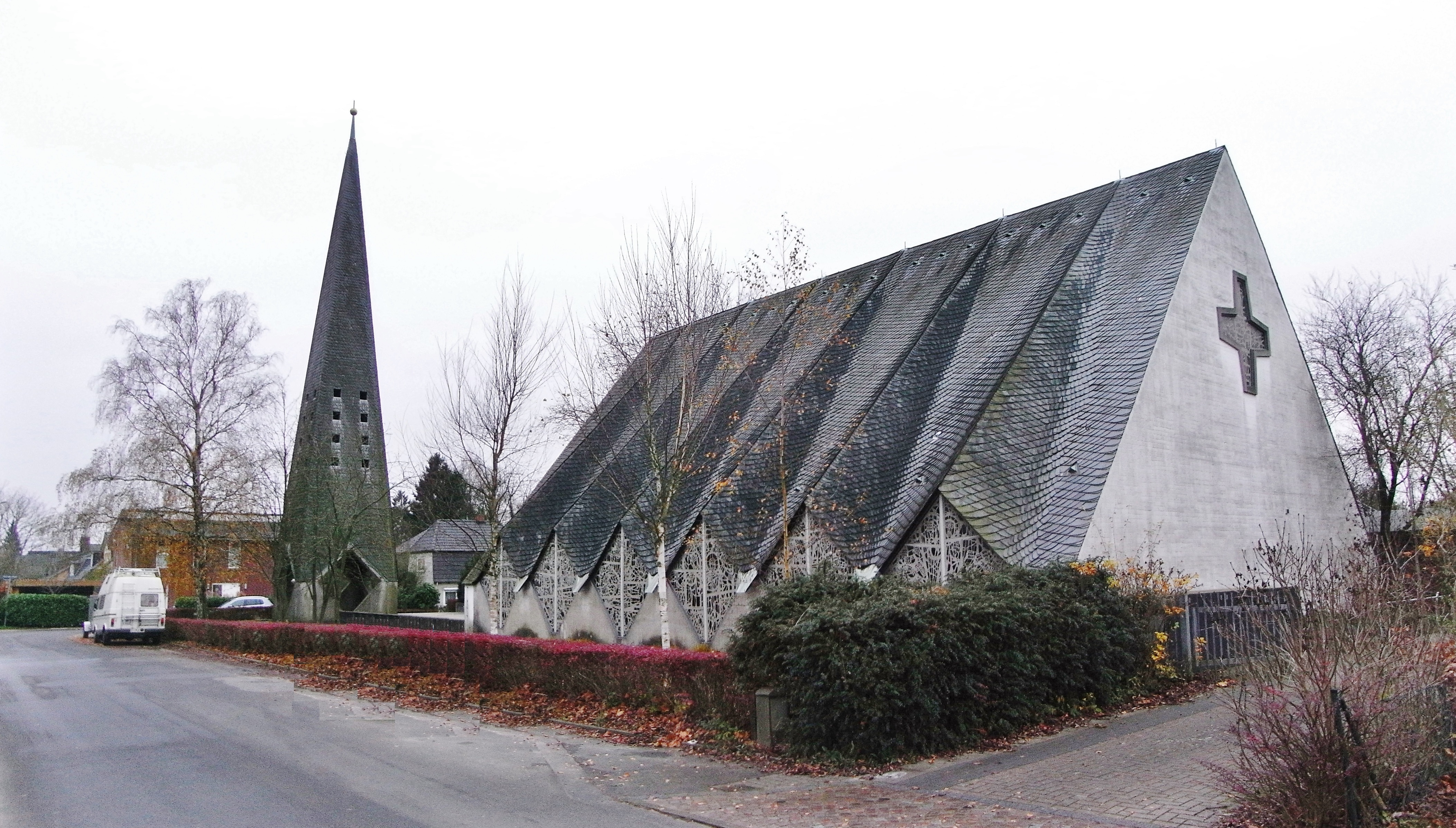
Ansicht von Nordosten

Die Lukaskirche war eine der beiden evangelisch-lutherischen Kirchen im Hamburger Stadtteil Sasel und gehörte zur seit 1998 wieder vereinigten Kirchengemeinde Sasel. Sie lag im südlichen Teil des Stadtteils zwischen den Straßen Saseler Chaussee, Volksdorfer Weg und Frahmredder. 2021 beschloss der Kirchengemeinderat der Ev.-Luth. Kirchengemeinde Sasel die Entwidmung der Lukaskirche. Der Abriss erfolgte 2024.

## Bau der Kirche
Anfang der 1960er-Jahre begannen sich bald nach der Fertigstellung der Vicelinkirche am Saseler Markt innerhalb der Saseler Kirchengemeinde Differenzen zwischen dem nördlichen und südlichen Gemeindeteil zu verstärken. Aus dem Südteil kam vorwiegend Kritik an der einseitigen Besetzung des Kirchenvorstandes. 1963 kam es dann zur Teilung der Gemeinde, der südliche Teil wählte den Namen "Lukaskirchengemeinde" und befasste sich bald sehr konkret mit den Bauplänen für eine eigene Kirche.
Nachdem der erste Entwurf von der Landeskirche abgelehnt worden war, erhielt die Architektin Brigitte Eckert-von Holst den Auftrag für einen zweiten Entwurf, der dann auch umgesetzt wurde. Bei diesem Entwurf ließ sich die Architektin von einigen Kernelementen des Lukasevangeliums leiten. Die Zeltform des Baus war in den 1960er-Jahren ein beliebtes Motiv beim Bau neuer Kirchen und soll die Vorläufigkeit des Wirkens in dieser Welt im Sinne des Zitates "wir haben hier keine bleibende Stadt" (Hebr 13,14 ) zeigen und zur Ausschau "nach dem letzten Bau, den Gott selbst aufführen wird" auffordern. Die Bauarbeiten begannen im November 1964, nach der Grundsteinlegung am 2. Mai 1965 konnte die Kirche bereits am 5. Dezember 1965 eingeweiht werden.
Das Kirchenschiff mit seiner vergleichsweise geringen Größe (22 m Länge, 15 m Breite, 11 m Höhe), seinem tief heruntergezogenen gefalteten Dach, den zwölf rhombusförmigen Fenstern und den dunklen Dachschindeln passte zu den vorherrschenden Einfamilienhäusern der Umgebung. Die Fassade war bis auf ein Friesband über dem Eingang schlicht gehalten. Der freistehende 25 m hohe, ebenfalls dunkel gedeckte Turm, das Kirchenschiff, das erst 1985 aus einem vorhergehenden Kirchsaal und dem alten Pastorat umgebaute Gemeindehaus sowie das neue Pastorat bildeten eine aufgelockerte Gebäudegruppe, die mit der Umgebungsbebauung sehr gut harmonierte. Die Architektin hat die große Platane vor der Kirche bewusst als Zentrum des Kirchplatzes geplant.

## Innenausstattung

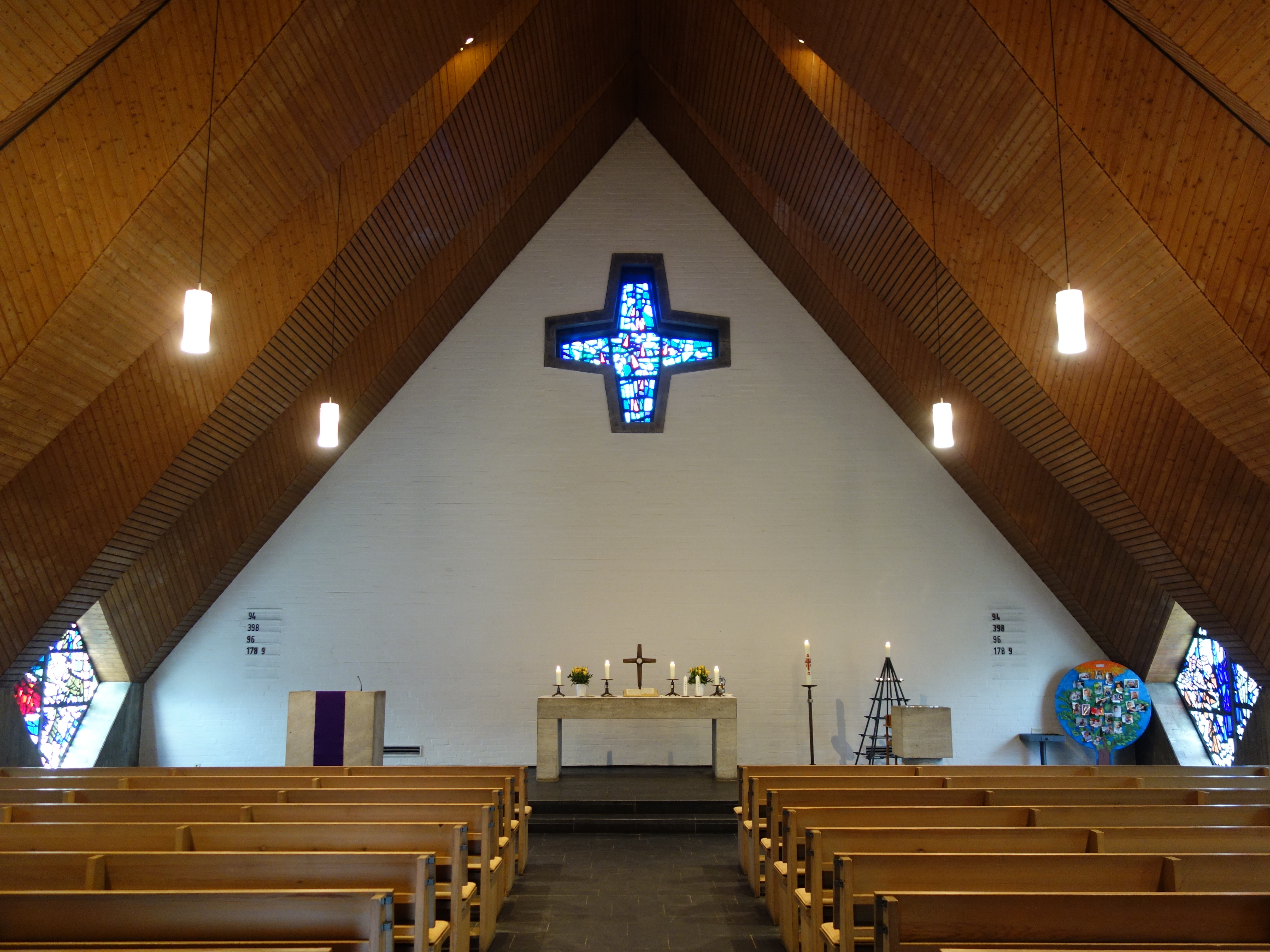
Nördlicher Innenraum

Der Innenraum wurde durch die insgesamt 12 farbigen Fenster des Rahlstedter Künstlers Hanno Edelmann beherrscht. Die zehn Glasfenster der Seitenwände zeigten Geschehnisse aus dem Leben Jesu in der Form, die sich nur im Lukasevangelium und nicht in anderen Evangelien finden. Die Fenster waren so gestaltet, dass sie auf beiden Seiten zum Altar hin immer heller wurden, wodurch dieser Bereich auch durch die Lichtführung hervorgehoben wurde. Auf der Westseite zeigten sie, beginnend an der Eingangsseite, Zacharias mit dem Engel Gabriel (Lk 1,13ff ), Verkündigung an Maria (Lk 1,28ff ), Begegnung von Maria und Elisabeth (Lk 1,42f ), Darbringung des Johannes im Tempel (Lk 1,59ff ) und in unmittelbarer Nähe zum Altar die Geburt Jesu (Lk 2,1-7 ). Auf der Ostseite waren, beginnend vom Altar, dargestellt Verkündigung an die Hirten auf dem Felde (Lk 2,8-14 ), Simeon und die Darstellung im Tempel (Lk 2,22-35 ), der zwölfjährige Jesus im Tempel (Lk 2,41ff ), die Auferweckung des Jünglings zu Nain (Lk 7,11-17 ), die große Sünderin (Lk 7,36-56 ). In der Sakristei befand sich ein Fenster mit einer Darstellung des schreibenden Evangelisten Lukas mit dem geflügelten Stier als ihm zugeordneten Symbol. Die Eingangshalle schmückte ein Fenster mit der Emmausszene (Lk 24,13ff ).
Der schlichte Altar stand vor einer hohen weißen Wand, die im oberen Teil ein farbiges Glasfenster in Form eines griechischen Kreuzes enthielt. Dieses Symbol verzichtet auf den Gekreuzigten Jesus, verweist aber mit angedeuteten hellen Dornen und roten Blutstropfen auf das Symbol der Dornenkrone.
Das silberne Abendmahlsgeschirr stammte von Ragna Sperschneider.

## Glocken
Im Turm befanden sich seit dem 19. September 1965 drei Glocken aus der Gießerei Rincker, deren Inschriften zusammen den Kern der Weihnachtsbotschaft des Lukasevangeliums zeigen.
| Nr. | Masse (kg) | Inschrift                             |
| 1   | 500        | Ehre sei Gott in der Höhe             |
| 2   | 325        | ...und Friede auf Erden …             |
| 3   |            | ...und den Menschen ein Wohlgefallen. |

## Orgel

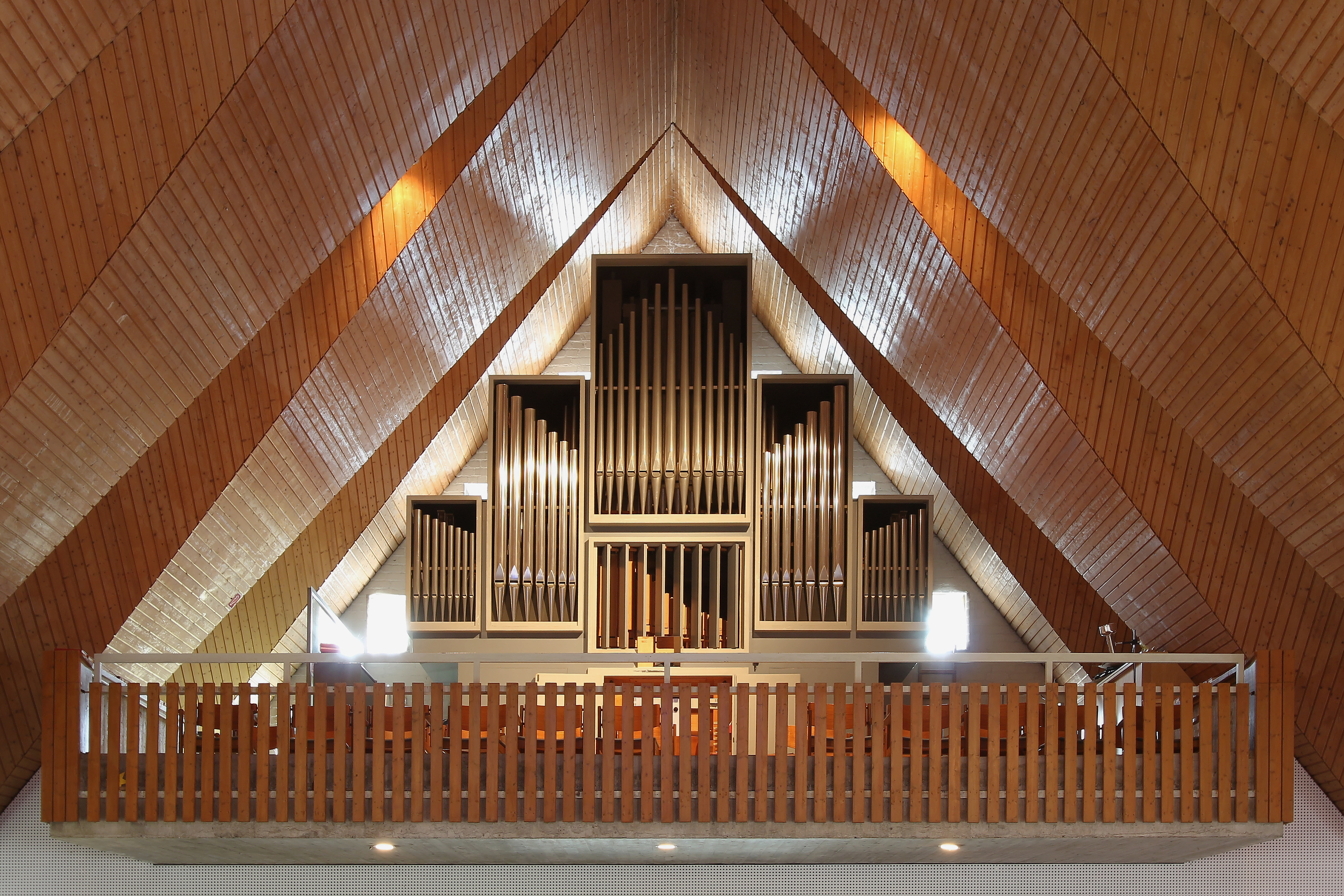
Orgel

Die ursprüngliche Orgel wurde 1969 von der Fa. Weigle gebaut und hatte eine Disposition, die von der nachfolgenden leicht abwich. Im Jahr 2007 erfolgte eine Instandsetzung mit zeitgleichen Änderungen an der Disposition durch Orgelbau Lothar Banzhaf aus Husum. Dabei wurden zwei Register ausgetauscht und ein Tremulant im Hauptwerk ergänzt. Nach Schließung der Kirche wurde die Orgel an die evangelische Kirchengemeinde in Heinrichswalde (Bezirk Kaliningrad) abgegeben und 2024 dorthin verbracht. Die Disposition vor dem Abbau lautete:
| I Hauptwerk C–g3 |                 |       |
| 1.               | Prinzipal       | 8′ B  |
| 2.               | Rohrflöte       | 8′    |
| 3.               | Prinzipal       | 4′    |
| 4.               | Holzflöte       | 4′    |
| 5.               | Waldflöte       | 2′    |
| 6.               | Sesquialtera II | 2 ⁄3′ |
| 7.               | Mixtur III–IV   | 1 ⁄3′ |
|                  | TremulantB      |       |

| II Brustwerk C–g3 (schwellbar) |             |       |
| 8.                             | Gedeckt     | 8′    |
| 9.                             | Oktave      | 4′ B  |
| 10.                            | Blockflöte  | 4′    |
| 11.                            | Prinzipal   | 2′    |
| 12.                            | Quinte      | 1 ⁄3′ |
| 13.                            | Scharff III | 1′    |
|                                | Tremulant   |       |

| Pedal C–f1 |              |     |
| 14.        | Subbaß       | 16′ |
| 15.        | Gemshorn     | 8′  |
| 16.        | Offenflöte   | 4′  |
| 17.        | Nachthorn    | 2′  |
| 18.        | Posaune      | 16' |
| 19.        | Rohrschalmey | 4′  |

- 3 Normalkoppeln: II/I, I/P, II/P

B: Durch Banzhaf 2007 ergänzt oder getauscht.

## Gemeinde
Die neu gegründete Gemeinde erlangte durch den ersten Pastor Willi Stark erhebliche Stabilität. Er betreute den südlichen Bezirk bereits seit 1955 und blieb bis 1974 an der Lukaskirche. Sein Nachfolger Gerhard Dosch blieb bis 1991 und damit auch 15 Jahre an der Gemeinde. Seit 1980 verfügte die Gemeinde über zwei Pfarrstellen. Nach der Fusion der beiden Saseler Gemeinden wurde 2004 die Anzahl der Pastoren auf drei reduziert, die nun für beide Zentren gleichermaßen verantwortlich sind.
Die Gemeinde beschloss 2019, ihre gottesdienstlichen Aktivitäten in der Vicelinkirche am Saseler Markt zu konzentrieren. Die Lukaskirche wurde entwidmet und, nachdem kein anderer kirchlicher Nutzer gefunden werden konnte, im April 2024 abgerissen. Auf dem Grundstück wurde 2025 ein neuer Spielplatz für den bereits vorhandenen kirchlichen Kindergarten gebaut.

## Fotografien und Karte
Koordinaten: 53° 38′ 41,5″ N, 10° 6′ 20,1″ O

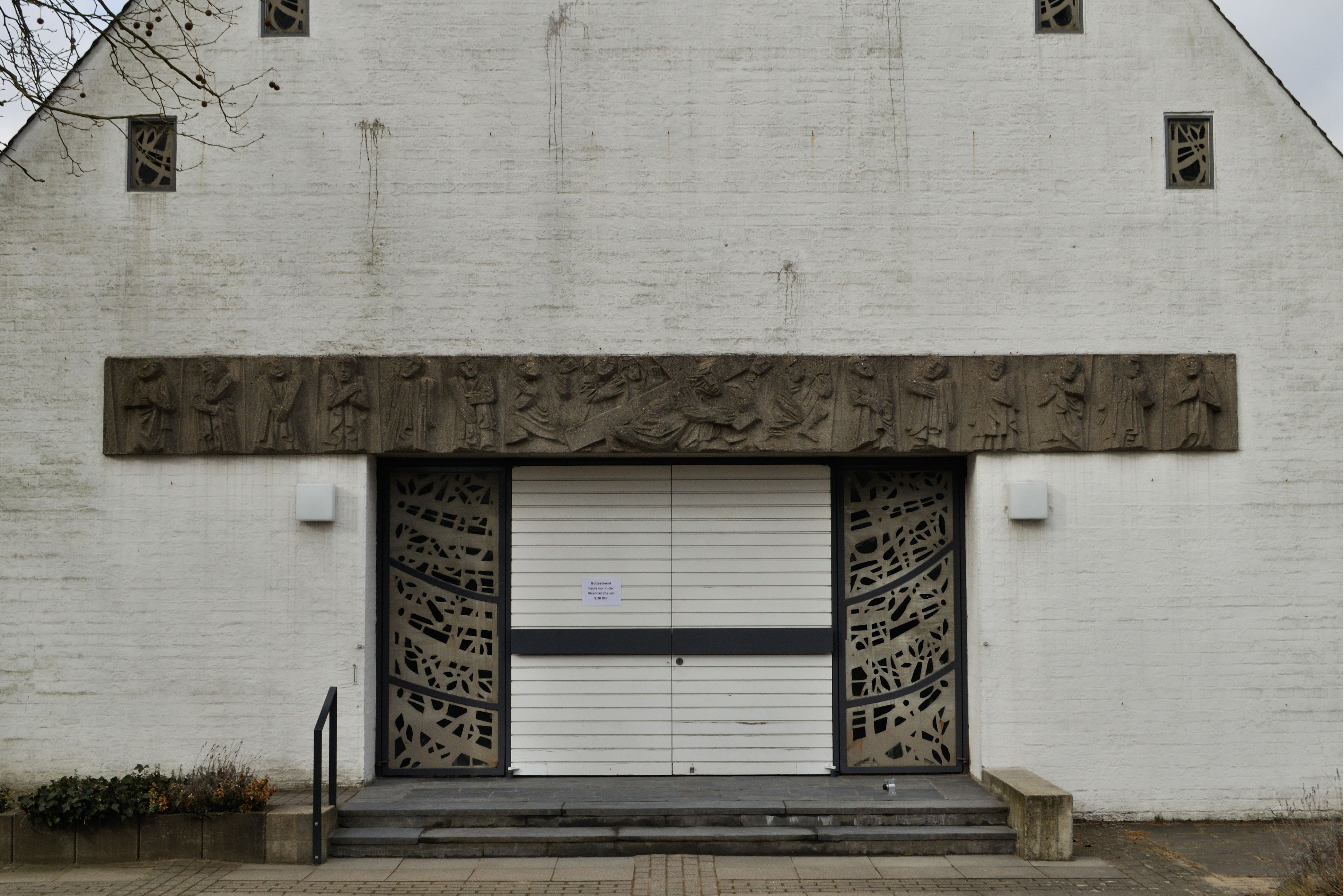
Portal mit Friesband
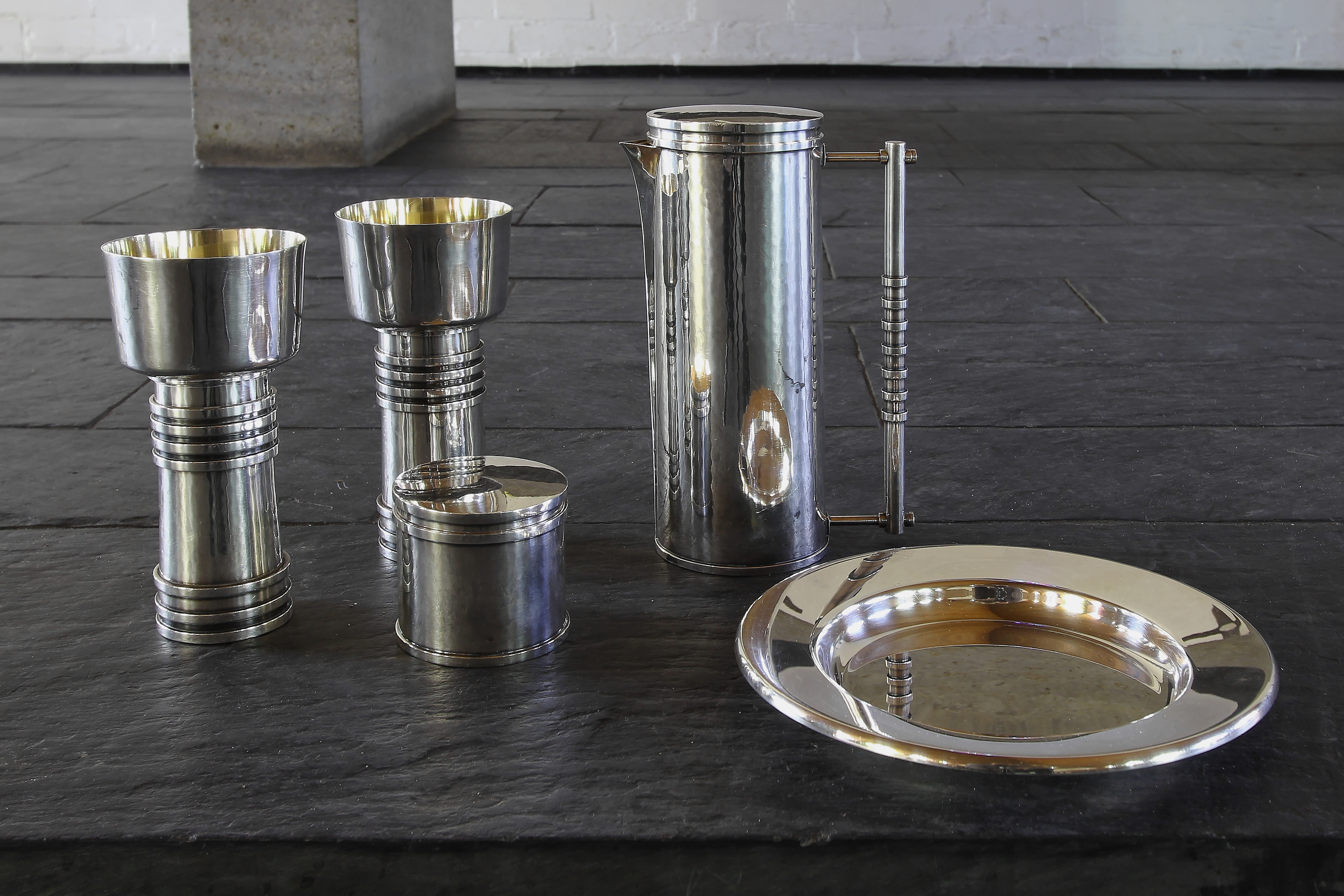
Abendmahlsgeschirr